# Thomasomys eleusis
Thomasomys eleusis és una espècie de mamífer rosegador de la família dels cricètids. És endèmic del nord del Perú, on viu a altituds d'entre 3.050 i 3.660 msnm. Es tracta d'un animal nocturn. Els seus hàbitats naturals són les selves nebuloses i les zones properes als páramos. Està amenaçat per la desforestació, la fragmentació del seu medi i la ramaderia bovina.